# CCR1
CCR1 (англ. C-C motif chemokine receptor 1) – білок, який кодується однойменним геном, розташованим у людей на короткому плечі 3-ї хромосоми.  Довжина поліпептидного ланцюга білка становить 355 амінокислот, а молекулярна маса — 41 173.
| 10         |  | 20         |  | 30         |  | 40         |  | 50         |
| ---------- |  | ---------- |  | ---------- |  | ---------- |  | ---------- |
| METPNTTEDY |  | DTTTEFDYGD |  | ATPCQKVNER |  | AFGAQLLPPL |  | YSLVFVIGLV |
| GNILVVLVLV |  | QYKRLKNMTS |  | IYLLNLAISD |  | LLFLFTLPFW |  | IDYKLKDDWV |
| FGDAMCKILS |  | GFYYTGLYSE |  | IFFIILLTID |  | RYLAIVHAVF |  | ALRARTVTFG |
| VITSIIIWAL |  | AILASMPGLY |  | FSKTQWEFTH |  | HTCSLHFPHE |  | SLREWKLFQA |
| LKLNLFGLVL |  | PLLVMIICYT |  | GIIKILLRRP |  | NEKKSKAVRL |  | IFVIMIIFFL |
| FWTPYNLTIL |  | ISVFQDFLFT |  | HECEQSRHLD |  | LAVQVTEVIA |  | YTHCCVNPVI |
| YAFVGERFRK |  | YLRQLFHRRV |  | AVHLVKWLPF |  | LSVDRLERVS |  | STSPSTGEHE |
| LSAGF      |  |            |  |            |  |            |  |            |

A: Аланін

C: Цистеїн

D: Аспарагінова кислота

E: Глутамінова кислота

F: Фенілаланін

G: Гліцин

H: Гістидин

I: Ізолейцин

K: Лізин

L: Лейцин

M: Метіонін

N: Аспарагін

P: Пролін

Q: Глутамін

R: Аргінін

S: Серин

T: Треонін

V: Валін

W: Триптофан

Кодований геном білок за функціями належить до рецепторів, g-білокспряжених рецепторів, білків внутрішньоклітинного сигналінгу, фосфопротеїнів. 
Локалізований у клітинній мембрані, мембрані.